# Euphrosine Beernaert
Euphrosine Beernaert (Oostende, 11 d'abril de 1831 - Ixelles, 7 de juliol de 1901) fou una pintora de paisatge neerlandesa.
Beernaert va néixer a Ostendeen el 1831, i va estudiar amb el pintor Pierre-Louis Kuhnen a Brussel·les. Va viatjar a Alemanya, França, i Itàlia, i va exposar la seva obra de paisatges a Brussel·les, Anvers i París; els seus temes favorits eren els paisatges neerlandesos. El 1873, va guanyar una medalla a Viena; una medalla d'or el 1875 al Saló de Brussel·les i altres medalles a Filadèlfia (1876), Sydney (1879), Teplice (1879), Lió (1882) i Edimburg (1886). Va ser condecorada com a Cavaller de l'Orde de Leopold de Bèlgica el 1881. Igualment, consta com a Oficial de la Instrucció Pública de França i membre de la Reial Acadèmia de Belles Arts d'Amberes.
L'any 1878, es van mostrar a París els següents quadres: Lisiere de bois dans les Dunas (Zelande), Le Village de Domburg (Zelanda), i Interieur de bois a Oost-Kapel (Holanda). Altres treballs coneguts són Die Campine i Aus dear Umgebung von Oosterbeck.
A Catalunya va participar en l'Exposició Universal de Barcelona de l'any 1888, on va obtenir un Diploma d'Honor, així com en diverses edicions de l'Exposició General de Belles Arts que es van fer al Palau de Belles Arts de Barcelona. En la segona edició, l'any 1894, va presentar els olis L'entrée du couvent i Soirée d'automne. En la tercera (1896), es va poder veure l'obra titulada Paisatge de Domburg, i en la quarta l'oli Camí del llogaret.